# Okres Žarnovica
Der Okres Žarnovica ist eine Verwaltungseinheit in der Mittelslowakei mit 24.463 Einwohnern (31. Dezember 2024) und einer Fläche von 426 km². Er liegt am südlichen Ende des Talkessels Žiarska kotlina und umfasst das enge Tal des Hron bis zum Durchbruchstal Slovenská brána im Süden, zwischen den Gebirgen Pohronský Inovec und Vtáčnik westlich und den Schemnitzer Bergen östlich des Flusses.
Historisch gesehen liegt der Bezirk zum größten Teil im ehemaligen Komitat Bars, ein kleiner Teil im Osten östlich des Ortes Hodruša-Hámre gehört zum ehemaligen Komitat Hont (siehe auch Liste der historischen Komitate Ungarns).

## Bevölkerung
| Jahr                | 1994   | 2004    | 2014    | 2024    |
| ------------------- | ------ | ------- | ------- | ------- |
| Anzahl der Personen | 27.920 | 27.381  | 26.732  | 24.463  |
| Unterschied         |        | −1,93 % | −2,37 % | −8,48 % |

| Jahr                | 2023   | 2024    |
| ------------------- | ------ | ------- |
| Anzahl der Personen | 24.668 | 24.463  |
| Unterschied         |        | −0,83 % |

## Städte
- Nová Baňa (Königsberg)
- Žarnovica (Scharnowitz)

## Gemeinden
| - Brehy (Hochstätten) - Hodruša-Hámre - Horné Hámre (Oberhammer) - Hrabičov (Hrabischhof) - Hronský Beňadik (Sankt Benedikt) - Kľak (Kleck) | - Malá Lehota (Kleinhau) - Orovnica (Hromitz) - Ostrý Grúň - Píla (Paulisch) - Rudno nad Hronom (Rudain) - Tekovská Breznica (Bresnitz an der Gran) | - Veľká Lehota (Großhau) - Veľké Pole (Hochwies) - Voznica (Woßnitz) - Župkov |

Das Bezirksamt ist in Žarnovica, eine Zweigstelle in Nová Baňa.

## Kultur
In dem Artikel Denkmalgeschützte Objekte im Okres Žarnovica findet man Informationen über die vom slowakischen Denkmalamt geschützten Objekte im Okres.